# Karl Jaspers
Karl Theodor Jaspers (pronunciación en alemán: /kaʁl ˈjaspɐs/ⓘ; Oldemburgo, Alemania, 23 de febrero de 1883-Basilea, Suiza, 26 de febrero de 1969) fue un psiquiatra y filósofo alemán y suizo, de familia noble, que tuvo una fuerte influencia en la teología, en la psiquiatría y en la filosofía moderna. Fue un referente en la reconstrucción alemana.

## Trayectoria
Karl Jaspers nació en las cercanías de Bremen. Estudió medicina en la Universidad de Oldemburgo y se doctoró allí en 1909. Comenzó a trabajar en el hospital psiquiátrico de la Universidad de Heidelberg, donde años atrás había ejercido  Emil Kraepelin. Jaspers se mostró muy insatisfecho con la forma en que la comunidad médica de la época abordaba el estudio de las enfermedades mentales y se propuso la meta de mejorar la situación. En 1913 ocupó un puesto temporal como profesor de psicología en la Facultad de Filosofía en la Universidad de Heidelberg. Ese puesto luego se hizo permanente, y Jaspers nunca regresó a la práctica clínica.
En 1933, tras la subida de Hitler al poder, se vio apartado de los órganos de dirección de la Universidad de Heidelberg, dada su oposición al régimen y que su esposa alemana, Gertrud Mayer, con quien estaba casado desde 1910, era de origen judío. Se le permitió seguir enseñando pero se le destituyó en 1937 de la cátedra de filosofía. Quedó fuera de la enseñanza hasta finalizar la caída de Hitler, y solo en 1945 se le restituyó en el cargo.
Una vez terminada la guerra, en 1946, pudo retomar su puesto y participó en la reconstrucción de la enseñanza en Alemania. Propuso la idea de la universidad (Die Idee der Universität), la total desnazificación del profesorado. [cita requerida]
En su obra La cuestión de la culpabilidad alemana examinó la culpabilidad de Alemania como un todo en las atrocidades cometidas por el Tercer Reich de Adolf Hitler.

En 1947, recibió el Premio Goethe.

En 1948, se trasladó a la Universidad de Basilea para ocupar la cátedra dejada por Paul Häberlin, al sentirse defraudado por la situación política alemana. Sus Notas sobre Heidegger, 1928-1964, son un texto revelador de la quiebra alemana y de su valentía en una amistad rota.
En 1959, recibió el Premio Erasmus. En 1961 abandonó la enseñanza en la Universidad de Basilea.
En 1966 cuestionó la democracia de la República Federal de Alemania en El futuro de Alemania (Wohin treibt die Bundesrepublik?), sobre todo por lo que hace a las tendencias oligárquicas de sus grandes partidos políticos.
 [cita requerida]. A causa de la mala acogida de esta obra entre la clase política alemana se nacionalizó suizo en 1967. Falleció en Basilea, Suiza, dos años más tarde.
Fue doctor honoris causa por las universidades de Lausana, de Heidelberg, de París, de Ginebra y de Basilea, y miembro de honor de varias sociedades científicas y académicas, como la Academia Estadounidense de Artes y Ciencias y la Sociedad de Medicina Forense de Madrid.

## Contribuciones al estudio de la salud mental
La insatisfacción de Jaspers con la comprensión popular de las enfermedades mentales lo llevó a cuestionar tanto el criterio de diagnóstico como los métodos clínicos de la psiquiatría. Publicó un tratado revolucionario en 1910, que versaba sobre si la paranoia era una faceta de la personalidad o el resultado de cambios biológicos. Si bien no aportó muchas ideas nuevas, sí introdujo un nuevo método de estudio. Jaspers estudió varios pacientes en detalle, registrando información biográfica respecto de ellos y notas de cómo se sentían los propios pacientes acerca de sus síntomas. Esto llegó a ser conocido como el método biográfico y forma parte de la práctica de la psiquiatría moderna.[cita requerida]
Jaspers desarrolló por escrito sus perspectivas de las enfermedades mentales en un libro llamado Psicopatología general. Los dos volúmenes que conforman esta obra se han transformado en clásicos de la literatura psiquiátrica, y muchos criterios modernos de diagnóstico nacen de ideas contenidas en sus páginas. Resulta de particular importancia el modo en que encaró el diagnóstico a partir de los síntomas; según él, el criterio de diagnóstico debía tomar en cuenta principalmente la forma antes que el contenido. Por ejemplo, al estudiar una alucinación, el hecho de que una persona experimente fenómenos visuales, sin que para ello medie un estímulo sensorial (la forma), es más importante que lo que el paciente ve (el contenido).[cita requerida]
Jaspers sentía que la psiquiatría debía abordar los delirios (o delusiones) de la misma forma. Argumentó que los clínicos no deberían considerar una creencia de delirio basado en el contenido de la creencia, sino sólo basado en la manera en que el paciente defiende esa creencia. Jaspers además distinguió entre los delirios primarios y los secundarios. Definió los primarios como autóctonos, es decir, que aparecen sin una causa aparente, siendo incomprensibles en términos de un proceso mental no patológico (este es un uso distinto que se le da al concepto autóctono en medicina y en sociología, que alude a lo relacionado con las poblaciones indígenas). Los delirios secundarios, por otra parte, se clasifican como influidos por los antecedentes de la persona, su situación actual o su estado mental.[cita requerida]
Jaspers consideraba los delirios primarios como 'inentendibles', ya que creía que no existía razonamiento coherente detrás de su formación. Esta apreciación ha causado bastante controversia y ha sido criticada por Ronald D. Laing y Richard Bentall, haciendo énfasis en que al tomar esa posición, se puede hacer que los terapeutas caigan en la complacencia de suponer que, ya que no serán capaces de entender al paciente, el paciente seguirá delirante y cualquier investigación posterior que se haga no tendrá ningún efecto.[cita requerida]

## Contribuciones a la filosofía y la teología
La mayoría de los comentaristas asocian a Jaspers con la filosofía del existencialismo, en parte porque se explaya ampliamente en las raíces de ese pensamiento en Soren Kierkegaard y en Friedrich Nietzsche, y porque el tema de la libertad individual es una constante en su obra, donde destaca las situaciones límite.[cita requerida]
En Filosofía (3 vols, 1932), Jaspers da su visión de la historia de la filosofía e introduce sus temas más importantes. Comenzando por la ciencia moderna y el empirismo, señala que, al cuestionar la realidad, el ser humano se enfrenta a los límites que un método científico (o empírico) simplemente no puede traspasar. En este punto, el individuo se enfrenta a dos opciones: hundirse en la resignación o dar un salto a lo que Jaspers llama la trascendencia. Al dar este paso, confronta su propia libertad ilimitada, que Jaspers llama existencia (Existenz, en alemán), y pueden experimentar finalmente la auténtica existencia.[cita requerida]
La trascendencia es, para Jaspers, lo que existe más allá del mundo del tiempo y el espacio. La formulación de Jaspers de la trascendencia como la expresión máxima de la no objetividad ha llevado a muchos filósofos a argumentar que Jaspers se transformó en monista, aunque él mismo destacó continuamente la necesidad de reconocer los conceptos de subjetividad y de objetividad.[cita requerida]
Aun cuando rechazó doctrinas religiosas explícitas, incluida la noción de un Dios personal, Jaspers influyó sobre la teología moderna a través de su filosofía de la trascendencia y de los límites de la experiencia humana. Las tradiciones del Cristianismo místico ejercieron sobre él una influencia considerable, particularmente el Maestro Eckhart y Nicolás de Cusa. También mostró interés activo en las religiones de Oriente, particularmente el budismo (una religión -filosofía). También participó en debates públicos con Rudolf Bultmann, en los que criticó la "desmitologización del cristianismo.[cita requerida]
También escribió extensamente sobre la amenaza que representan, en la modernidad, la ciencia y las instituciones políticas y económicas para el ser humano.[cita requerida]
Las obras más importantes de Jaspers, extensas y detalladas, pueden ser desalentadoras por su complejidad. Su gran y último intento en una filosofía sistemática de la Existenz, llamada "Von der Wahrheit" (De la verdad), aún no ha sido traducida a otros idiomas, como el inglés. Sin embargo, también escribió obras más breves, accesibles y entretenidas, como la notable La filosofía es para cualquiera.
Los comentaristas frecuentemente comparan la filosofía de Jaspers con la de su contemporáneo Martin Heidegger. De hecho, ambos buscaron explorar el significado del ser y la existencia. Si bien es cierto que mantuvieron una breve amistad, su relación se fue distanciando, debido a la simpatía de Heidegger con el partido nacionalsocialista y además por las, probablemente sobredimensionadas, diferencias filosóficas entre ambos. Las Notas de Jaspers sobre Heidegger son un documento fundamental sobre la Alemania 1930-1960.
Los dos más importantes proponentes de la hermenéutica fenomenológica, Paul Ricoeur (un discípulo de Jaspers) y Hans-Georg Gadamer (discípulo de Heidegger y sucesor de Jaspers en Heidelberg), evidencian en sus trabajos el influjo de Jaspers. 
Otro trabajo importante apareció en Filosofía y existencia (1938). Para Jaspers, el término "existencia" ('Existenz') denominaba la experiencia indefinible de libertad y posibilidad; una experiencia que constituye el auténtico ser de los individuos que son conscientes de "las situaciones límite" al confrontar el sufrimiento, los conflictos, la culpa, el azar y la muerte.

## Publicaciones en español
- Ambiente espiritual de nuestro tiempo. Barcelona-Buenos Aires, Labor. 1933. OCLC 2661126.
- Descartes y la filosofía. Buenos Aires,  Leviatán 1996. 1937. ISBN 978-950-954-669-1.
- La fe filosófica. Buenos Aires, Losada. 1953.
- Nietzsche y el cristianismo. Buenos Aires, Deucalión. 1955. OCLC 55373932.
- Esencia y crítica de la psicoterapia. Buenos Aires, Compañía General Fabril. 1959. OCLC 30317639.
- Esencia y formas de lo trágico. Buenos Aires,  Sur. 1960. OCLC 34461369.
- Nietzsche. Buenos Aires,  Sudamericana. 1963. OCLC 37114410.
- Autobiografía filosófica. Buenos Aires,  Sur. 1964. OCLC 318449067.
- La bomba atómica y el futuro del hombre. Taurus. 1966. ISBN 978-84-306-9002-2.
- Cifras de la transcendencia. Alianza Editorial. 1993. ISBN 978-84-206-0638-5.
- ¿Dónde va Alemania?. Cid. 1967. ISBN 978-84-7045-165-2.
- Entre el destino y la voluntad. Ediciones Guadarrama. 1969. ISBN 978-84-250-0078-2.
- Escritos psicopatológicos. Editorial Gredos. 1977. ISBN 978-84-249-2454-6.
- El estoicismo. Editorial Gredos. 1972. ISBN 978-84-249-2205-4.
- La fe filosófica ante la revelación. Editorial Gredos. 1968. ISBN 978-84-249-2151-4.
- Filosofía de la existencia. Aguilar. 1968. ISBN 978-84-03-14019-6.
- Filosofía de la existencia. Planeta-De Agostini. 1985. ISBN 978-84-395-0020-9.
- La filosofía desde el punto de vista de la existencia. Fondo de Cultura Económica de España. 1981. ISBN 978-84-375-0208-3.
- Genio artístico y locura. El Acantilado. 2001. ISBN 978-84-95359-76-6.
- Genio y locura. Aguilar. 1968. ISBN 978-84-03-14020-2.
- Grandes filósofos: hombres fundamentales: Sócrates, Buda, Confucio, Jesús. Editorial Tecnos. 1993. ISBN 978-84-309-2379-3.
- Los grandes filósofos: los metafísicos que pensaron desde el origen: Anaximandro, Heráclito, Parménides ... Editorial Tecnos. 1998. ISBN 978-84-309-3176-7.
- Los grandes maestros espirituales de oriente y occidente. Editorial Tecnos. 2001. ISBN 978-84-309-3634-2.
- Iniciación al método filosófico. Espasa-Calpe. 1983. ISBN 978-84-239-2028-0.
- Introducción a la filosofía. Círculo de Lectores. 1989. ISBN 978-84-226-2709-8.
- Libertad y reunificación, tareas de la política alemana. Ediciones Universidad Salamanca. 1997. ISBN 978-84-7481-871-0.
- Lo trágico, el lenguaje. Editorial Ágora. 1996. ISBN 978-84-8160-034-6.
- Notas sobre Martin Heidegger. Mondadori. 1990. ISBN 978-84-397-1729-4.
- Origen y meta de la historia. Ediciones Altaya. 1995. ISBN 978-84-487-0205-2.
- La práctica médica en la era tecnológica. Editorial Gedisa. 1988. ISBN 978-84-7432-298-9.
- El problema de la culpa: sobre la responsabilidad política de Alemania. Ediciones Paidós Ibérica. 1998. ISBN 978-84-493-0561-0.
- Psicología de las concepciones del mundo. Editorial Gredos. 1967. ISBN 978-84-249-2139-2.
- Strindberg y Van Gogh. Nuevo Arte Thor. 1986. ISBN 978-84-7327-141-7.
- Nietzsche:Introducción a la comprensión de su filosofar. Buenos Aires, Sudamericana. 2003. OCLC 657134669.